# Álvaro Odriozola
Álvaro Odriozola Arzalluz (phát âm tiếng Tây Ban Nha: [ˈalβaɾo oðɾjoˈθola], sinh ngày 14 tháng 12 năm 1995) là một cầu thủ bóng đá chuyên nghiệp người Tây Ban Nha hiện đang thi đấu ở vị trí hậu vệ cánh phải cho câu lạc bộ Real Sociedad tại La Liga.

## Sự nghiệp câu lạc bộ

### Real Sociedad

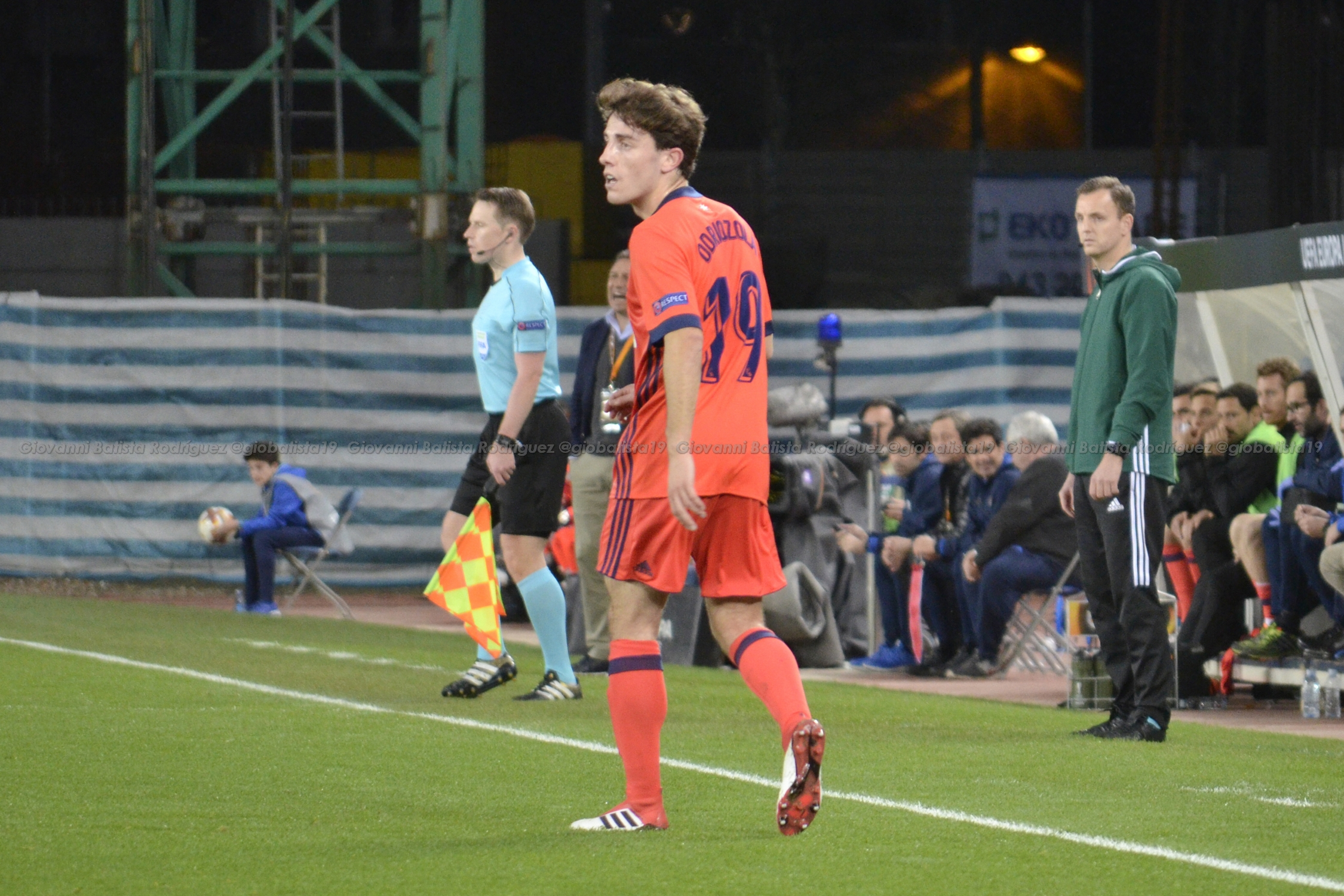
Odriozola trong màu áo Real Sociedad năm 2017

Odriozola sinh ra ở San Sebastián, Xứ Basque, và gia nhập đội trẻ của Real Sociedad vào lúc 10 tuổi. Vào ngày 1 tháng 9 năm 2013, anh có trận ra mắt cho đội dự bị trong trận thua 3–0 trên sân khách trước UD Las Palmas Atlético tại Segunda División B. Cũng trong tháng đó, anh đã ra sân trong một vài trận tại UEFA Youth League.
Odriozola đã được thăng hạng lên đội B trước mùa giải 2014–15 và ghi bàn thắng đầu tiên vào ngày 6 tháng 9 năm 2014 khi ghi bàn thắng cuối cùng trong chiến thắng 3–0 trên sân nhà trước Real Unión. Vào ngày 25 tháng 2 năm 2016, anh đã gia hạn hợp đồng với Real Sociedad đến năm 2018.
Vào ngày 16 tháng 1 năm 2017, khi cả Carlos Martínez và Joseba Zaldúa đều bị chấn thương, Odriozola đã có trận ra mắt đội một ở La Liga trong trận thắng 2–0 trên sân khách trước Málaga CF. Tính đến cuối mùa giải 2016–17, anh thi đấu thêm 16 trận nữa.
Odriozola gia hạn hợp đồng đến năm 2022 vào ngày 10 tháng 6 năm 2017. Sau đó, anh chính thức được đôn lên đội một trước mùa giải 2017–18 và nhanh chóng trở thành sự lựa chọn số một ở vị trí hậu vệ phải. Anh ghi bàn thắng đầu tiên cho đội một vào ngày 15 tháng 2 năm 2018 trong trận hòa 2–2 trước FC Red Bull Salzburg ở vòng 32 đội UEFA Europa League tại Sân vận động Anoeta.

### Real Madrid
Vào ngày 5 tháng 7 năm 2018, Real Madrid đã đạt được thỏa thuận với Real Sociedad về việc chuyển nhượng Odriozola. Sau đó, anh ký hợp đồng có thời hạn 6 năm với Real Madrid với khoản phí xấp xỉ 40 triệu euro. Odriozola ra mắt cho Real Madrid trong trận thắng 1–0 trước RCD Espanyol vào ngày 22 tháng 9 và chơi trọn vẹn 90 phút. Odriozola ghi bàn thắng đầu tiên cho Real Madrid tại La Liga vào ngày 21 tháng 4 năm 2021 khi ghi bàn thắng thứ hai trong chiến thắng 3–0 trước Cádiz.

#### Cho mượn tại FC Bayern Munich
Vào tháng 1 năm 2020, Odriozola được cho FC Bayern Munich mượn đến cuối mùa giải 2019–20 và anh trở thành tân binh của Bayern trong kỳ chuyển nhượng mùa đông của mùa giải 2019-20. Vì giai đoạn cuối của mùa giải này phải bị hoãn do đại dịch COVID-19, hợp đồng của Odriozola đã được gia hạn đến ngày 31 tháng 8 để anh có thể tham gia trận chung kết cúp quốc gia vào ngày 4 tháng 7 và trận chung kết Champions League 2019–20 vào tháng 8. Anh ra sân tổng cộng 5 lần cho FC Bayern Munich trong tất cả các giải đấu và là lựa chọn phía sau Benjamin Pavard và Joshua Kimmich, những người chủ yếu chơi ở vị trí tiền vệ phòng ngự. Trong mùa giải này, anh giành được cú ăn ba với Bayern Munich khi giành chức vô địch Bundesliga, DFB-Pokal và Champions League.

#### Cho mượn tại ACF Fiorentina
Vào ngày 28 tháng 8 năm 2021, Odriozola gia nhập câu lạc bộ Fiorentina ở Serie A theo dạng cho mượn trong một mùa giải.

### Quay trở lại Real Sociedad
Vào ngày 1 tháng 9 năm 2023, Odriozola trở lại Real Sociedad sau khi ký hợp đồng có thời hạn đến mùa giải 2028–29.

## Sự nghiệp quốc tế
Odriozola lần đầu tiên được chọn vào đội tuyển U-21 quốc gia Tây Ban Nha bởi Albert Celades và giúp đội lọt vào trận chung kết Giải vô địch U-21 châu Âu 2017. Anh có trận đấu quốc tế chính thức đầu tiên cho Tây Ban Nha vào ngày 6 tháng 10 năm 2017 trong chiến thắng 3–0 trước Albania ở vòng loại FIFA World Cup 2018. Anh đã chơi toàn bộ trận đấu này và đã thực hiện một pha kiến tạo cho bàn thắng của Thiago Alcântara giúp đội lọt vào World Cup với tư cách là đội nhất bảng.
Odriozola có tên trong danh sách 23 người tham dự FIFA World Cup 2018 ở Nga. Anh ghi bàn thắng đầu tiên cho Tây Ban Nha vào ngày 3 tháng 6 năm 2018 trong trận hòa 1–1 với Thụy Sĩ ở Villarreal.

## Thống kê sự nghiệp

### Câu lạc bộ
Tính đến 3 thàng 2 năm 2024
| Câu lạc bộ           | Mùa giải            | Giải vô địch        | Giải vô địch | Giải vô địch | Cúp quốc gia | Cúp quốc gia | Châu lục | Châu lục | Khác | Khác | Tổng cộng | Tổng cộng |
| Câu lạc bộ           | Mùa giải            | Hạng đấu            | Trận         | Bàn          | Trận         | Bàn          | Trận     | Bàn      | Trận | Bàn  | Trận      | Bàn       |
| -------------------- | ------------------- | ------------------- | ------------ | ------------ | ------------ | ------------ | -------- | -------- | ---- | ---- | --------- | --------- |
| Real Sociedad B      | 2013–14             | Segunda División B  | 9            | 0            | —            | —            | —        | —        | —    | —    | 9         | 0         |
| Real Sociedad B      | 2014–15             | Segunda División B  | 27           | 1            | —            | —            | —        | —        | —    | —    | 27        | 1         |
| Real Sociedad B      | 2015–16             | Segunda División B  | 32           | 2            | —            | —            | —        | —        | —    | —    | 32        | 2         |
| Real Sociedad B      | 2016–17             | Segunda División B  | 18           | 0            | —            | —            | —        | —        | —    | —    | 18        | 0         |
| Real Sociedad B      | Tổng cộng           | Tổng cộng           | 86           | 3            | 0            | 0            | 0        | 0        | 0    | 0    | 86        | 3         |
| Real Sociedad        | 2016–17             | La Liga             | 15           | 0            | 1            | 0            | —        | —        | —    | —    | 16        | 0         |
| Real Sociedad        | 2017–18             | La Liga             | 35           | 0            | 0            | 0            | 6        | 1        | —    | —    | 41        | 1         |
| Real Sociedad        | Tổng cộng           | Tổng cộng           | 50           | 0            | 1            | 0            | 6        | 1        | 0    | 0    | 57        | 1         |
| Real Madrid          | 2018–19             | La Liga             | 14           | 0            | 5            | 1            | 3        | 0        | 0    | 0    | 22        | 1         |
| Real Madrid          | 2019–20             | La Liga             | 4            | 0            | 0            | 0            | 1        | 0        | 0    | 0    | 5         | 0         |
| Real Madrid          | 2020–21             | La Liga             | 13           | 2            | 1            | 0            | 2        | 0        | 0    | 0    | 16        | 2         |
| Real Madrid          | 2022–23             | La Liga             | 3            | 0            | 2            | 0            | 0        | 0        | 1    | 0    | 6         | 0         |
| Real Madrid          | 2023–24             | La Liga             | 0            | 0            | 0            | 0            | 0        | 0        | 0    | 0    | 0         | 0         |
| Real Madrid          | Tổng cộng           | Tổng cộng           | 34           | 2            | 8            | 1            | 6        | 0        | 1    | 0    | 49        | 3         |
| Bayern Munich (mượn) | 2019–20             | Bundesliga          | 3            | 0            | 1            | 0            | 1        | 0        | —    | —    | 5         | 0         |
| Fiorentina (mượn)    | 2021–22             | Serie A             | 25           | 1            | 2            | 0            | —        | —        | —    | —    | 27        | 1         |
| Real Sociedad        | 2023–24             | La Liga             | 4            | 0            | 3            | 0            | 3        | 0        | —    | —    | 10        | 0         |
| Tổng cộng sự nghiệp  | Tổng cộng sự nghiệp | Tổng cộng sự nghiệp | 202          | 6            | 15           | 1            | 16       | 1        | 1    | 0    | 234       | 8         |

1. ↑  Bao gồm Copa del Rey, DFB-Pokal và Coppa Italia
2. ↑  Ra sân tại UEFA Europa League
3. 1 2 3 4 5  Ra sân tại UEFA Champions League
4. ↑  Ra sân tại FIFA Club World Cup

### Quốc tế
Tính đến 9 tháng 6 năm 2018
| Đội tuyển quốc gia | Năm       | Trận | Bàn |
| ------------------ | --------- | ---- | --- |
| Tây Ban Nha        | 2017      | 2    | 0   |
| Tây Ban Nha        | 2018      | 2    | 1   |
| Tổng cộng          | Tổng cộng | 4    | 1   |

Tỷ số của Tây Ban Nha được liệt kê trước, cột tỷ số ghi tỷ số sau mỗi bàn thắng của Odriozola.
| # | Ngày               | Địa điểm                                          | Đối thủ | Tỷ số | Kết quả | Giải đấu |
| - | ------------------ | ------------------------------------------------- | ------- | ----- | ------- | -------- |
| 1 | 3 tháng 6 năm 2018 | Sân vận động La Cerámica, Villarreal, Tây Ban Nha | Thụy Sĩ | 1–0   | 1–1     | Giao hữu |

## Danh hiệu

### Câu lạc bộ
Real Madrid
- Copa del Rey: 2022–23[25]
- FIFA Club World Cup: 2018, 2022

Bayern Munich
- Bundesliga: 2019–20[26]
- DFB-Pokal: 2019–20[27]
- UEFA Champions League: 2019–20[28]

### Quốc tế
U-21 Tây Ban Nha
- Giải vô địch bóng đá U-21 châu Âu: 2017